# Senecio crassiflorus
Senecio crassiflorus (tên phổ biến tiếng Tây Ban Nha: margarida-das-dunas) là một loài thực vật có hoa trong họ Cúc. Loài này được (Poir.) DC. miêu tả khoa học đầu tiên năm 1838. Senecio crassiflorus có nguồn gốc từ chi Senecio ở Nam Mỹ và một thân thảo lâu năm ở các đụn cát.